# Kara-Gol (Sarab)
Kara-Gol (perz. قره گل) je jezero u Istočnom Azarbajdžanu na sjeverozapadu Irana, oko 25 km sjeverno od Saraba odnosno 120 km istočno od Tabriza. Smješteno je na južnim obroncima Sabalana na nadmorskoj visini od 2738 m i jedno je od osam prirodnih jezera na vulkanskoj planini, dok ostala uključuju Atgoli, ardabilski Kara-Gol, Kizil-Bare-Goli, Kizil-Gol, Kuri-Gol, Sari-Gol i kratersko Sabalansko jezero. Kara-Gol ima površinu od 5,0 ha, dubinu do 6,0 m i zapremninu od 75 tisuća m³. Elipsastog je oblika i proteže se duljinom od 320 m u smjeru sjever−jug odnosno širinom od 240 m. Jezero se vodom opskrbljuje prvenstveno pomoću istočnih i južnih planinskih pritoka koji nastaju proljetnim otapanjem snijega s vrha Kaleš-Daga, a otječe prema zapadu pritokom Talhe-Ruda koji pripada urmijskom slijevu. Najbliže naselje koje gravitira jezeru je Kurtlar, selo udaljeno 5,0 km prema zapadu.

## Poveznice
- Zemljopis Irana
- Popis iranskih jezera